# Bielinek bytomkowiec
Bielinek bytomkowiec (Pieris napi) – gatunek motyla dziennego z rodziny bielinkowatych (Pieridae).

## Opis
Przednie skrzydło długości 20 do 23 mm. Rozpiętość skrzydeł samców od 32 do 48 mm, a samic od 34 do 50 mm. Bielinek ten ma wierzch skrzydeł biały, a spód tylnych i wierzchołek spodu przednich ochrowo- lub zielonkawożółty. Spód skrzydeł tylnych o wyraźnych, czarno przyprószonych żyłkach, a tło czyste, nieprzyprószone. Samica ma skrzydła przednie zaciemnione u nasady i w ogóle jest ciemniejsza niż samiec. Ma ona dwie ciemne plamy na skrzydłach przednich, samiec zaś zwykle jedną. Pomiędzy poszczególnymi pokoleniami występuje zmienność w ubarwieniu i rozmiarach. W pierwszym, mniejszym pokoleniu, pojawia się aberracja barwna samca, która pozbawiona jest plamek na skrzydłach

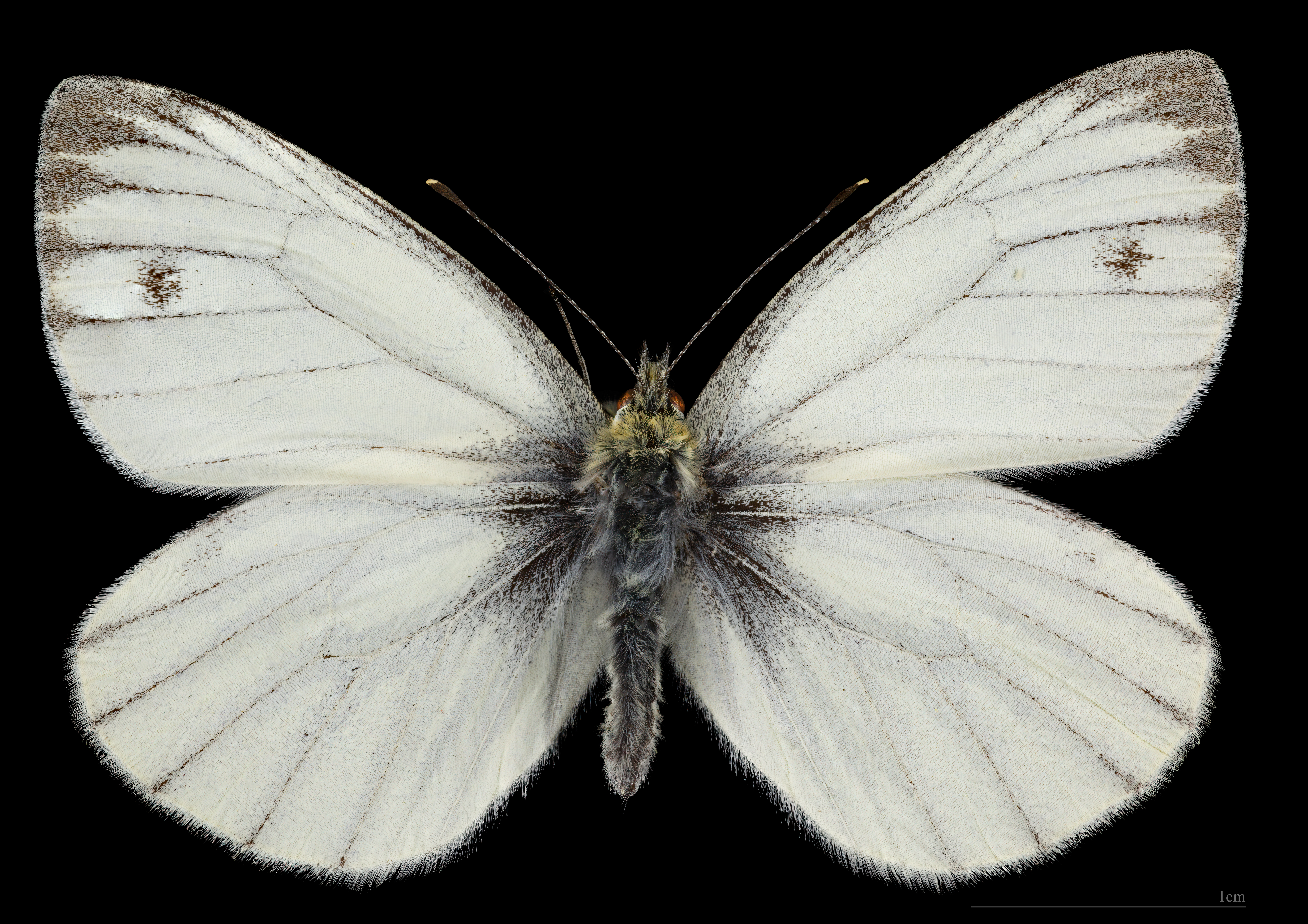
Pieris napi ♂
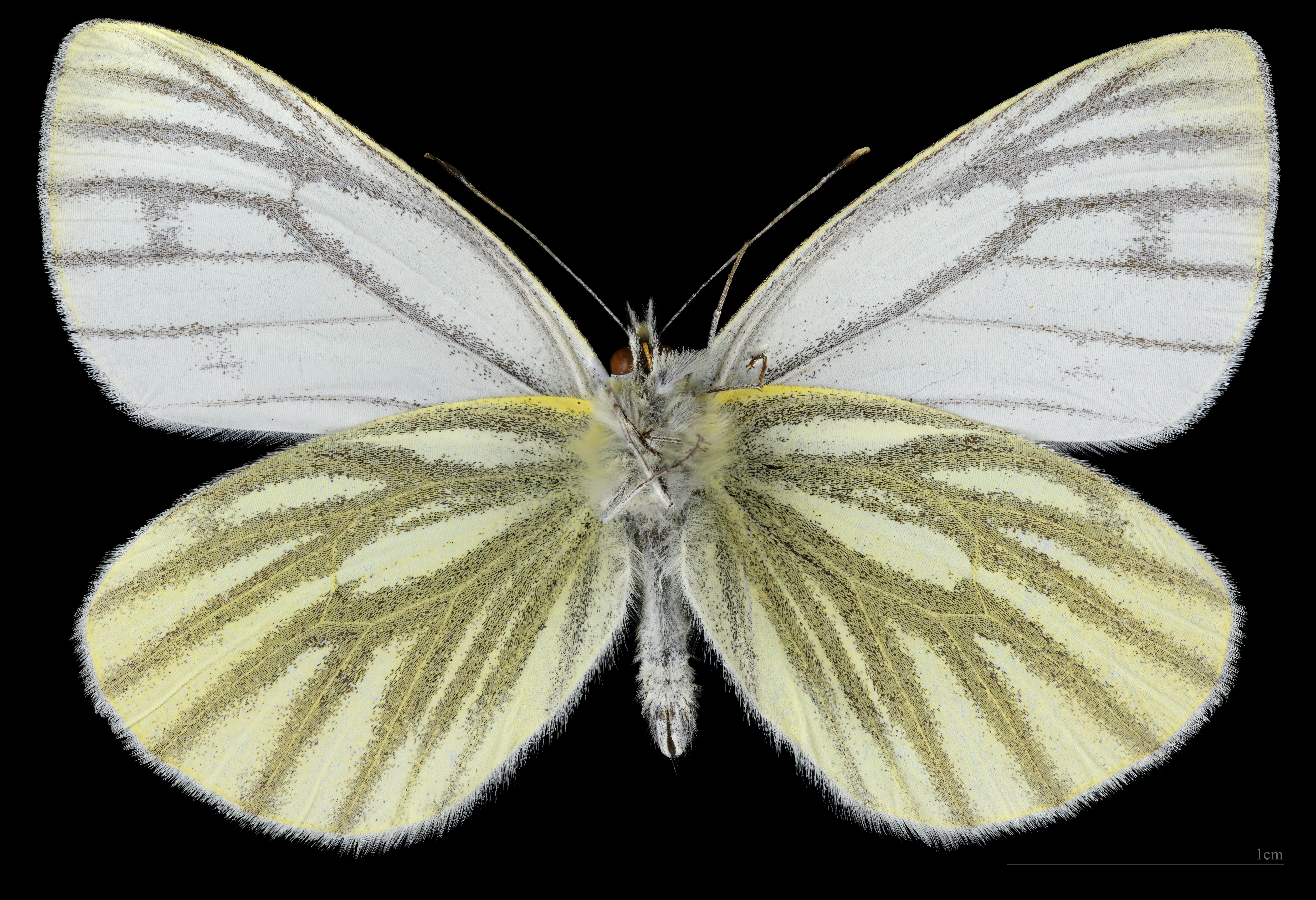
Pieris napi  ♂  △
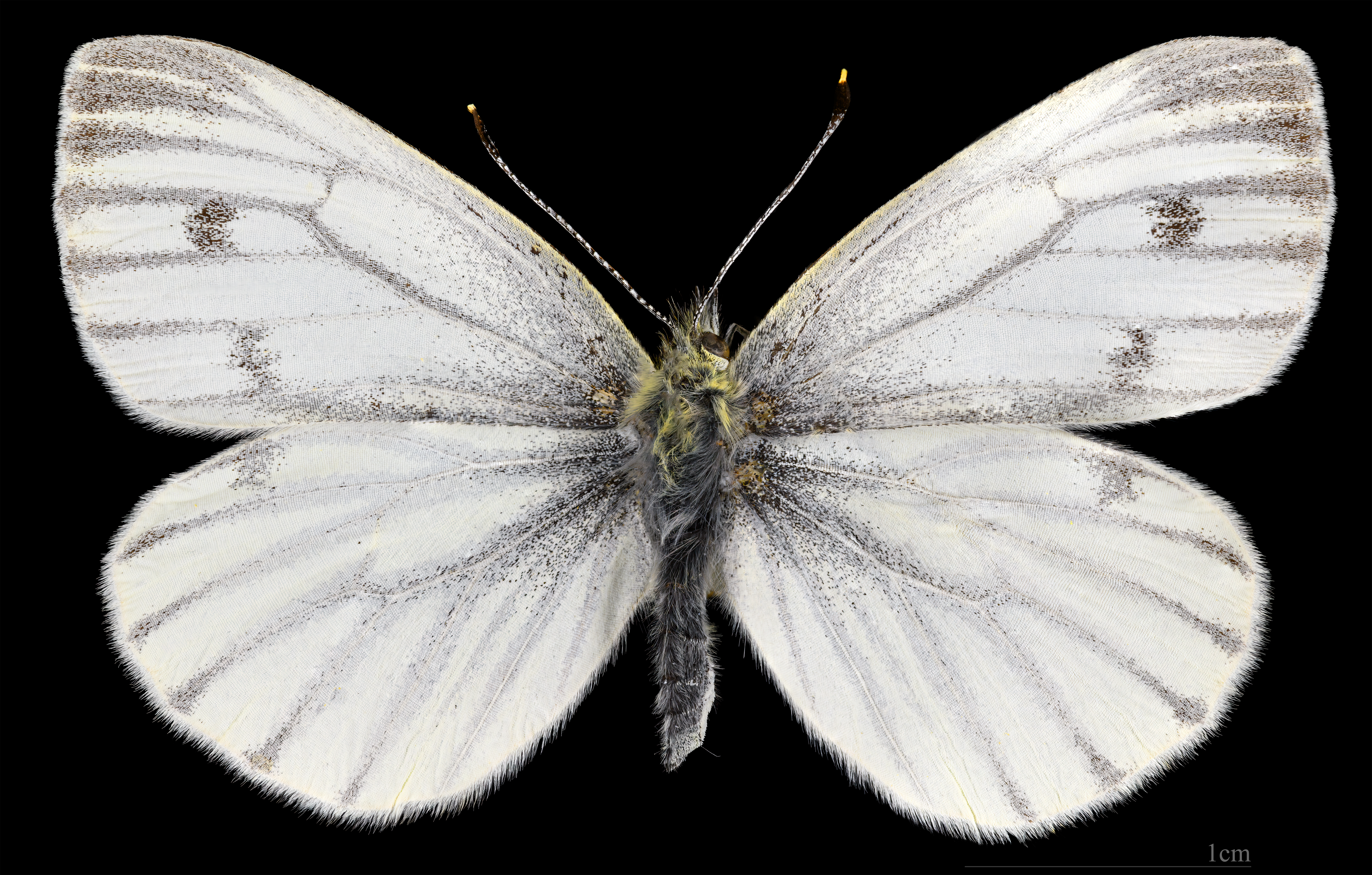
Pieris napi  ♀
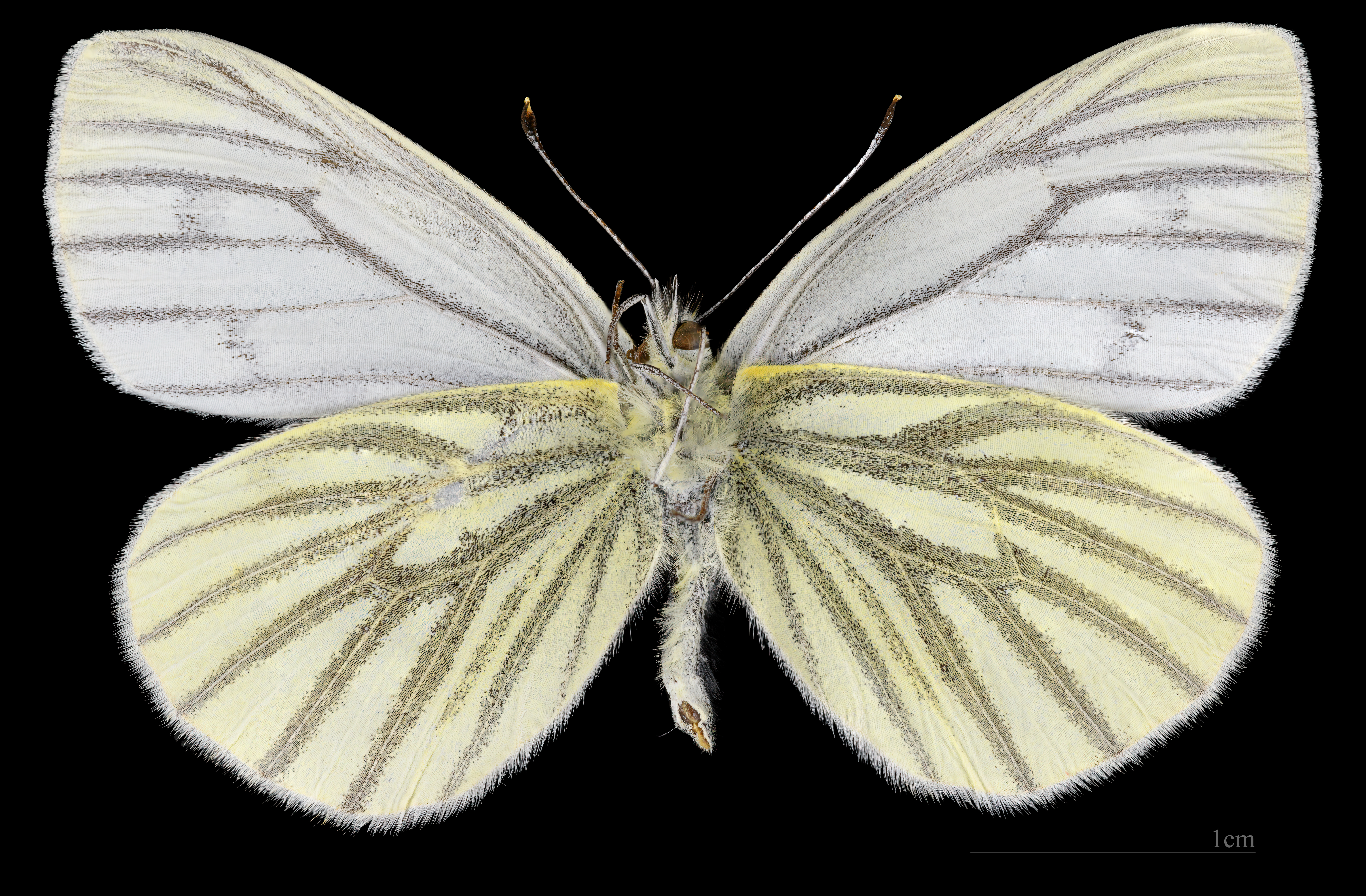
Pieris napi  ♀ △

## Okres lotu
W Polsce pojawia się w 2-3 pokoleniach, od kwietnia do października.

## Rośliny żywicielskie gąsienic
Do roślin żywicielskich gąsienic należą: tobołki polne, Thlaspi alpestre, czosnaczek pospolity, kapusta właściwa polna, kapusta właściwa, kapusta rzepak, kapusta warzywna, rzodkiew świrzepa, rzodkiew zwyczajna, chrzan pospolity, Rorippa islandica, rzeżucha gorzka, gęsiówka alpejska, wieczornik damski, pyleniec pospolity, rezeda wonna, nasturcja większa, nagietek lekarski, Cardamine leucantha, Cardamine niponica, Rorippa isbandica, rzepicha leśna.

## Rozprzestrzenienie
Europa (w Polsce pospolity), Afryka Północna, strefa umiarkowana Azji i Ameryki Północnej.